# Anthony Alwyn Fernandes Barreto
Anthony Alwyn Fernandes Barreto (Mapuçá, 22 de dezembro de 1952) é um prelado goês da Igreja Católica, atual bispo emérito de Sindhudurg.

## Biografia
Nascido em Mapuçá, estudou em Goa, enquanto para seus estudos eclesiásticos frequentou o Papal St. Charles Seminary em Nagpur, licenciando-se em Filosofia, e o Pontifício Seminário de Poona, em Teologia. Foi ordenado padre em 13 de outubro de 1979, pelo bispo Valerian D'Souza e incardinado na diocese de Poona.
Após a ordenação, ocupou os seguintes cargos: vigário paroquial na Igreja de São Francisco Xavier, Ajgaon (1980-1984); pároco da Igreja de Milagres, Gauthan (1984-1986); vigário paroquial, Igreja Nossa Senhora do Rosário, Malwan (1986-1989); pároco de Ajgaon e responsável pela Igreja Nossa Senhora do Rosário, Kindla (1989-1993); pároco, Holy Family Church, Mangaon (1993); pároco, Igreja da Imaculada Conceição, Vengurla; Decano dos Distritos de Ratnagiri, Sindhudurg e Subdistritos de Ajra e Gadhinglaj Talukas (1997); pároco, Igreja dos Milagres, Sawantwadi (1998); pároco, Igreja da Imaculada Conceição, Vengurla (distrito de Sindhudurg) (2003).
Em 5 de julho de 2005, o Papa Bento XVI o nomeou bispo da recém-erigida Diocese de Sindhudurg, com sua consagração ocorrendo em 5 de outubro, no Centro Pastoral Diocesano de Navsarni, em Sawantwadi, tendo como consagrante Dom Pedro López Quintana, núncio apostólico na Índia, coadjuvado por Dom Filipe Neri do Rosário Ferrão, patriarca das Índias Orientais e por Valerian D'Souza, bispo de Poona. Atualmente, ele é o presidente da comissão de jovens do Conselho Episcopal das Regiões Ocidentais da Conferência dos Bispos Católicos da Índia (CBCI).
Teve sua renúncia aceita ao governo pastoral pelo Papa Francisco em 8 de outubro de 2024.